# Never Give Up on You
"Never Give Uo on You" er en sang fremført af Lucie Jones som deltog i Eurovision Song Contest 2017. Sangen opnåede en 15. plads.

## Eksterne kilder og henvisninger
| Musik | Spire Denne musikartikel er en spire som bør udbygges. Du er velkommen til at hjælpe Wikipedia ved at udvide den. |